# Castilla và León
Castilla và León (tiếng Tây Ban Nha: Castilla y León, [kasˈtiʎa i leˈon] ⓘ; tiếng León: Castiella y Llión [kasˈtjeʎa i ʎiˈoŋ]; tiếng Galicia: Castela e León [kasˈtɛla e leˈoŋ]) là một cộng đồng tự trị ở phía tây bắc của Tây Ban Nha, giáp biên giới với các vùng Norte và Centro của Bồ Đào Nha. Nó được hợp nhất năm 1983 từ khu vực lịch sử Castilla cổ (Castilla la Vieja) và León. Castilla và León là cộng đồng tự trị lớn nhất của Tây Ban Nha và khu vực lớn thứ ba của Liên minh châu Âu, với diện tích 94.223 kilômét vuông (36.380 dặm vuông Anh) và dân số chính thức khoảng 2,5 triệu (2011).